# Bailieborough Castle

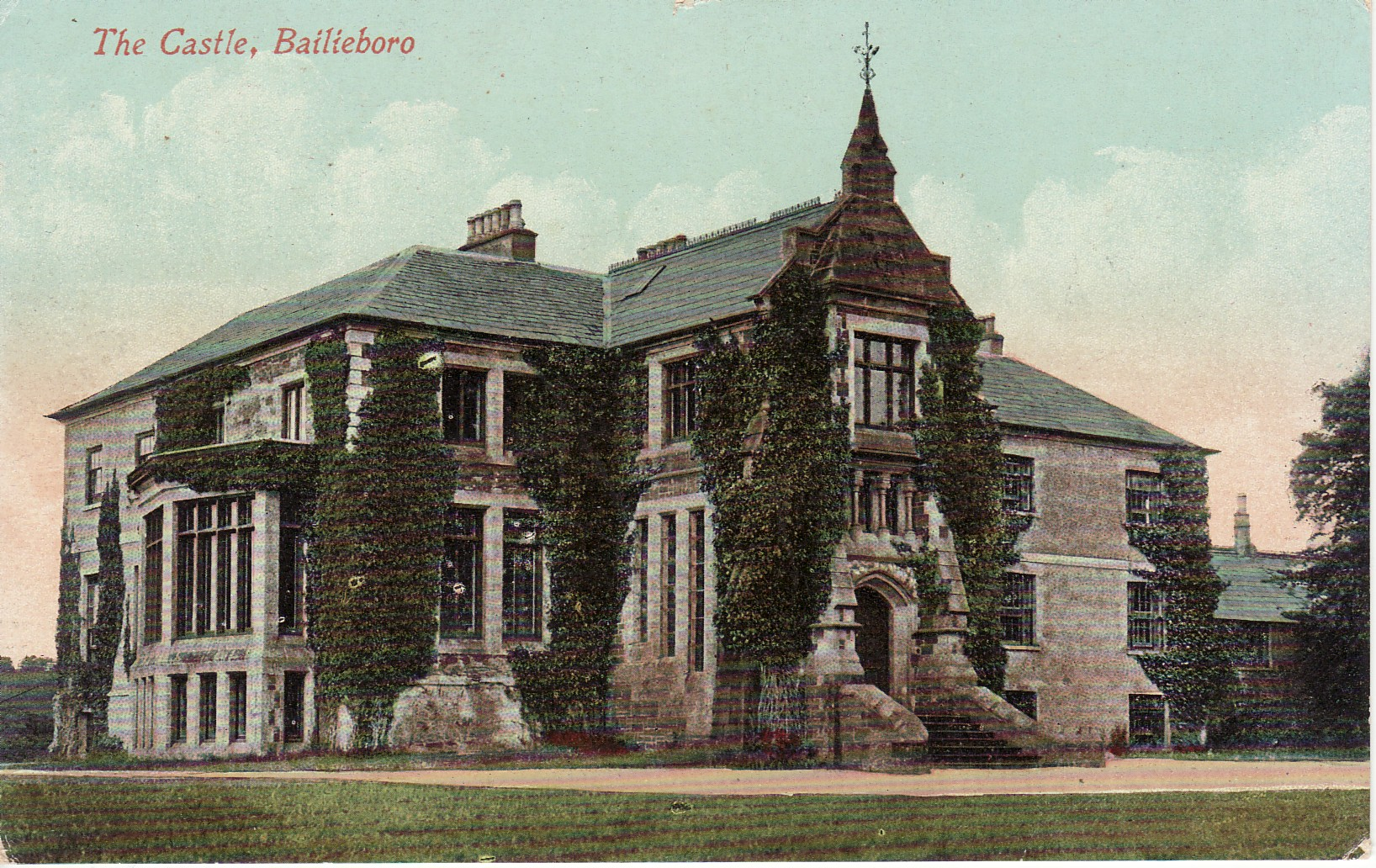
Bailieborough Castle (1900)

Bailieborough Castle (irisch Caisleán Choill an Chollaigh) war ein Landhaus in Bailieborough im irischen County Cavan. Es wurde 1629 auf einem Landgut errichtet. Das Haus wurde auch Castle House, Lisgar House oder einfach The Castle genannt und lag südwestlich von Castle Lough im heutigen Landgut Bailieborough am Nordwestrand der Stadt. Heute ist davon nichts mehr erhalten.
Die Castle Lake Loop ist ein 3 km langer Wanderweg um einen Teil des früheren Anwesens.

## Geschichte
William Bailie, ein schottischer „Unternehmer“ oder „Planter“ erhielt vom englischen König Jakob I. 1610 die Ländereien von Tonergie (Tandragee) in East Breifne unter der Voraussetzung, dass er ein Landgut absteckte, ein befestigtes Haus errichten ließ und auf dem Anwesen eine Reihe schottischer oder englischer Familien ansiedelte. Dies tat er 1629. Während des Aufstandes von 1641 wurde das Haus angegriffen und ein Monat lang von einem Trupp irischer Soldaten unter Colonel Hugh O'Reilly besetzt.
William Bailie starb um 1648 und das Anwesen fiel an seinen Sohn William, den späteren Bischof von Clonfert und Kilmacduagh. Nach dem Tod des Bischofs 1664 erbte dessen einzige Tochter den Besitz; sie heiratete James Hamilton. Dieser wurde von seinem Sohn Henry beerbt, der Parlamentsabgeordneter für County Cavan war und während der Jakobitenkriege bei der Belagerung von Limerick (1690/1691) getötet wurde. Dessen Nachfolger war sein Sohn, ein weiterer James Hamilton, der das Anwesen 1724 an Major Charles Stewart, Neffen und Miterben von General William Steuart, veräußerte und die Gegend verließ.
Charles Stewart verstarb 1740 und hinterließ das Anwesen seinem Sohn William Stewart, dem High Sheriff of Cavan für 1749 und Parlamentsabgeordneten für County Cavan in den Jahren 1766–1768. Ihm folgte sein Sohn Charles nach, der 1783–1793 ebenfalls Parlamentsabgeordneter für das County Cavan war. Er kam 1795 bei einem Unfall ums Leben und das Anwesen fiel an seinen Neffen, Thomas Charles Stewart Corry der es 1814 an Colonel William Young verkaufte.
Colonel Young ließ die Stadt Bailieborough an ihrem heutigen Standort gründen und wurde 1821 zum 1. Baronet Young of Bailieborough ernannt. Er starb 1835 und sein Sohn, John Young, damals Chief Secretary for Ireland und später Generalgouverneur von Kanada, beerbte ihn. Er wurde 1870 zum 1. Baron Lisgar ernannt und ließ das Haus als Ruhestandssitz renovieren. Nach Lady Lisgars Tod 1895 kam das Anwesen in wirtschaftliche Schwierigkeiten und ein Teil des Landes wurde nach dem Ashbourne-Gesetz an Pächter verkauft.
Das Haus selbst wurde an Sir Stanley Cochrane verkauft, der es an einen seiner Neffen, den nachmaligen Mr W. L. B. Cochrane, einen Anwalt aus Bailieborough, verkaufte. Der größte Teil der Ländereien wurde 1910 an die Waldabteilung des Department of Lands verkauft. 1915 gingen das Haus und die verbliebenen 40 Hektar Land an einen religiösen Orden, die Maristen-Schulbrüder aus Athlone. Etliche Brüder liegen in einer Einfriedung in der Nähe begraben. 1918 brannte das Landhaus ab und, auch wenn die Brüder in einem wiederaufgebauten Teil noch bis 1936 lebten, beschlossen sie doch, das Haus an das Department of Lands zu verkaufen und den Ort zu verlassen. Bald darauf wurde Bailieborough Castle abgerissen.